# Sidi Rezegh
Sidi Rezegh es una antigua tumba senussi situada en el desierto al sur de la pista beduina que unía Fort Capuzzo con El Adem y Tobruk, en el distrito de Tobruk, Libia.
Durante la Segunda Guerra Mundial, el área de Sidi Rezegh fue uno de los escenarios principales de los combates de la Operación Crusader para romper el asedio de Tobruk.